# Parc national naturel de Pisba
Le parc national naturel de Pisba est un parc national situé dans le département de Boyacá, en Colombie. Le parc est situé dans la cordillère Orientale et possède des écosystèmes de forêt tropicale humide et de paramo.